# فلاديمير تماري
فلاديمير تماري (1942-2017) هو أحد رواد الفن التشكيلي الفلسطيني من مواليد مدينة القدس، درس الفيزياء في الجامعة الأميركية في بيروت، والفن في مدرسة سانت مارتين في لندن. وكان له العديد من المساهمات في مجالات البحث العلمي في الفيزياء والرياضيات والتشكيل والتخطيط. حصل على براءة اختراع لتصميمه حرف عربي طباعي اسماه "القدس"،عمل كمدرس في مدارس الأونروا في لبنان، وساهم في رسم العديد من الوسائل التعليمية التوضيحية، وصمم جهاز رسم ثلاثي الأبعاد. كما وشارك في إخراج العديد من الأفلام والكتب الفنية ومن ضمنها: فيلم وثائقي عن مدينة القدس عام 1967. ومع حلول النكسة عام 1967 لم يتمكن من العودة إلى فلسطين فاضطر إلى حياة النزوح. وغادر بيروت عام 1970 متوجهاً إلى مدينة إلى طوكيو، شارك في المعارض الجماعية منذ عام 1980 في العديد من الدول. وعمل محاضراً في أكاديميات طوكيو ومذيعاً باللغة العربية في إذاعة طوكيو ورساماً لكتب الأطفال، وساهم في إخراج كتاب صور فوتوغرافية عن مذبحة صبرا وشاتيلا، كما وقام بتصميم شعار الجبهة الشعبية.
توفي في السابع من آب عام 2017، بعد صراع طويل مع المرض.

## أسلوبه الفني
تميزت أعماله التشكيلية بتوجهه نحو التعبيرية والتجريدية، واتباعه للمدرسة السريالية، فدمج خبرته العلمية الفيزيائية برؤيته الفنية من خلال إدخاله للأشكال الهندسية والخطوط في لوحاته الفنية، واستخدم عناصر من الطبيعة ورموز التراث الفلسطيني، غلب على لوحاته استخدامه للألوان المائية. بالإضافة إلى أعماله الفوتوغرافية التي تميزت بنفس الأساليب وقدّم آخرها عام 2015. شكلت هويته كلاجئ جوهر أعماله الفنية، فكان الوطن والقدس تحديداً ومشاعر حنينه إليها حاضرة في أغلب أعماله.

## مقتنيات
تقتني العديد من المؤسسات أعماله ومنها: مؤسسة دار النمر في بيروت، متحف الفن الوطني الأردني، المتحف البريطاني، معهد العالم العربي بباريس، دارة الفنون، مؤسسة عبد المحسن القطان.